# Carlos Segnini Villalobos
Carlos Eddie Segnini Villalobos (1970) fue ministro de Obras Públicas y Transportes de Costa Rica, luego de ser designado por el presidente electo Luis Guillermo Solís el 14 de abril de 2014. El presidente Solís confirmó su renuncia el 13 de enero de 2016.
Es licenciado en derecho, realizó sus estudios en la Universidad Carlos III de Madrid, España. También es especialista en derecho administrativo, principalmente en temas de contratación administrativa.
Segnini se desempeñó como coordinador de la Defensoría de los Habitantes en la provincia de Guanacaste, además fue director legal del Instituto Tecnológico de Costa Rica, asesor de la Universidad de Costa Rica, abogado y consultor nacional e internacional en temas jurídicos. Sustituyó al señor Pedro Castro Fernández a partir del 8 de mayo de 2014 cuando asuma el nuevo gobierno.

## Nombramiento
El nombramiento de Segnini fue hecho público el 14 de abril de 2014 durante la presentación del gabinete de Luis Guillermo Solís. Algunos sindicatos y el Colegio Federado de Ingenieros y Arquitectos (CFIA) se pronunciaron sorprendidos de su nombramiento en la cartera de transportes pues aseguran que Solís les prometió que sería un ingeniero la cabeza del MOPT.
El presidente electo aseguró durante su presentación que el nombramiento de Segnini estaba dirigido a iniciar un reordenamiento del Ministerio de Obras Públicas y Transportes y que serían los dos viceministros quienes se encargarían de la materia vial del país.
Renunció a su puesto, según anunció el presidente Solís el 13 de enero de 2016.
Segnini dejó varias obras pendientes tras esa renuncia.